# لازارو بورغز
لازارو بورغز هو القافز بالزانة كوبي، ولد في 19 يونيو 1986 في هافانا في كوبا.

## وصلات خارجية
- لازارو بورغز على موقع الاتحاد الدولي لألعاب القوى (الإنجليزية)
- لازارو بورغز على موقع الدوري الماسي (الإنجليزية)
- لازارو بورغز على موقع اللجنة الأولمبية الدولية (الإنجليزية)
- لازارو بورغز على موقع أوليمبيديا (الإنجليزية)